# Gira Sie7e Veces Sí
Gira Siete Veces Sí, habitualmente estilizado como Gira Sie7e Veces Sí (utilizando la "T" de "siete" por el número "7"), es el nombre de la séptima y actual gira de conciertos de la cantautora malagueña Vanesa Martín, enmarcado dentro de la promoción de sus últimos discos en el mercado: Sie7e Veces Sí (publicado en octubre de 2020) y Sie7e Veces Sí: Deluxe (publicado en diciembre de 2021).

## Repertorio
El siguiente repertorio hace referencia al concierto celebrado en el Auditorio Municipal Alcalde Juan Muñoz de la localidad cordobesa de Cabra el pasado 9 de julio de 2021:
1. No te pude retener (a capella, parcial).
2. Inventas.
3. Llueven las luces.
4. Te has perdido quien soy.
5. De tus ojos.
6. Complicidad.
7. Seis puertas.
8. Despedida y cierre.
9. Adiós de mayo.
10. Me voy.
11. 9 días.
12. La huella.
13. Inmunes.
14. Descubrí.
15. La escalada.
16. Todo cambia.
17. Llega el momento.
18. Hábito de ti.
19. Sintiéndonos.
20. Frenar enero.
21. Ni tú ni yo.
22. Polvo de mariposas.
23. Arráncame.
24. Tú no tienes que cuidarme.
25. Caída libre.
26. Mi amante amigo.
27. Aún no te has ido.
28. Déjame a mí.
29. ...y vuelo.

## Fechas
A continuación se detallan las fechas de la gira.
| Primera etapa: España        |                       |                                            |                                        |        |
| 7 de mayo de 2021            | Madrid                | España                                     | WiZink Center                          | [ 6 ]  |
| 8 de mayo de 2021            | Madrid                | España                                     | WiZink Center                          | [ 6 ]  |
| 5 de junio de 2021           | Málaga                | España                                     | Auditorio Municipal Cortijo de Torres  | [ 7 ]  |
| 6 de junio de 2021           | Málaga                | España                                     | Auditorio Municipal Cortijo de Torres  | [ 7 ]  |
| 18 de junio de 2021          | Córdoba               | España                                     | Plaza de Toros Los Califas             | [ 8 ]  |
| 19 de junio de 2021          | Córdoba               | España                                     | Plaza de Toros Los Califas             | [ 8 ]  |
| 22 de junio de 2021          | Barcelona             | España                                     | Jardines de Pedralbes                  | [ 9 ]  |
| 24 de junio de 2021          | Barcelona             | España                                     | Jardines de Pedralbes                  | [ 9 ]  |
| 25 de junio de 2021          | Gerona                | España                                     | Anexo Estadio de Montilivi             | [ 10 ] |
| 1 de julio de 2021           | Úbeda                 | España                                     | Plaza de Toros de Úbeda                | [ 11 ] |
| 9 de julio de 2021           | Cabra                 | España                                     | Auditorio Alcalde Juan Muñoz           | [ 12 ] |
| 16 de julio de 2021          | Sangenjo              | España                                     | Praza do Mar                           | [ 13 ] |
| 18 de julio de 2021          | Benicasim             | España                                     | Recinto de Festivales de Benicàssim    | [ 14 ] |
| 23 de julio de 2021          | Gijón                 | España                                     | Plaza de Toros El Bibio                | [ 15 ] |
| 29 de julio de 2021          | Algeciras             | España                                     | Plaza de Toros Las Palomas             | [ 16 ] |
| 4 de agosto de 2021          | Chiclana de la F.     | España                                     | Poblado de Sancti Petri                | [ 17 ] |
| 7 de agosto de 2021          | Tarragona             | España                                     | Tarraco Arena                          | [ 18 ] |
| 13 de agosto de 2021         | Alicante              | España                                     | Plaza de Toros de Alicante             | [ 19 ] |
| 14 de agosto de 2021         | Almería               | España                                     | Recinto de Conciertos del Ferial       | [ 20 ] |
| 21 de agosto de 2021         | Huelva                | España                                     | Plaza de Toros La Merced               | [ 21 ] |
| 4 de septiembre de 2021      | Palma de Mallorca     | España                                     | Recinto Multifuncional Son Fusteret    | [ 22 ] |
| 10 de septiembre de 2021     | Mérida                | España                                     | Teatro Romano de Mérida                | [ 23 ] |
| 18 de septiembre de 2021     | Melilla               | España                                     | Auditorium Carvajal                    | [ 24 ] |
| 25 de septiembre de 2021     | Mairena del Aljarafe  | España                                     | Recinto Hípico de Mairena del Aljarafe | [ 25 ] |
| 1 de octubre de 2021         | Granada               | España                                     | Plaza de Toros de Granada              | [ 26 ] |
| 29 de octubre de 2021        | Murcia                | España                                     | Plaza de Toros La Condomina            |        |
| 17 de marzo de 2022          | Palma de Mallorca     | España                                     | Auditórium de Palma de Mallorca        | [ 27 ] |
| 18 de marzo de 2022          | Palma de Mallorca     | España                                     | Auditórium de Palma de Mallorca        | [ 27 ] |
| Segunda etapa: Latinoamérica |                       |                                            |                                        |        |
| 8 de mayo de 2022            | San Juan              | Puerto Rico                                | Centro de Bellas Artes Luis A. Ferré   |        |
| 9 de mayo de 2022            |                       |                                            |                                        |        |
| Tercera etapa: Norteamérica  |                       |                                            |                                        |        |
| 12 de mayo de 2022           | Nueva York            | Estados Unidos                             | The Town Hall                          |        |
| 13 de mayo de 2022           | Washington            | Lincoln Theatre                            |                                        |        |
| 15 de mayo de 2022           | Miami                 | The Fillmore Miami Beach                   |                                        |        |
| 18 de mayo de 2022           | Los Ángeles           | The Wiltern Theatre                        |                                        |        |
| 20 de mayo de 2022           | San Francisco         | The Fillmore Auditorium                    |                                        |        |
| Cuarta etapa: España         |                       |                                            |                                        |        |
| 4 de junio de 2022           | La Coruña             | España                                     | Palacio de la Ópera                    |        |
| 9 de junio de 2022           | Plasencia             | Plaza de Toros Las Golondrinas             | [ 28 ]                                 |        |
| 11 de junio de 2022          | Toledo                | Recinto Ferial La Peraleda                 |                                        |        |
| 17 de junio de 2022          | Zaragoza              | Sala Mozart-Auditorio                      |                                        |        |
| 1 de julio de 2022           | Marbella              | Auditorio Starlite                         | [ 29 ]                                 |        |
| 2 de julio de 2022           | Roquetas de Mar       | Plaza de Toros de Roquetas de Mar          |                                        |        |
| 8 de julio de 2022           | Palos de la Frontera  | Foro Iberoamericano de La Rábida           |                                        |        |
| 9 de julio de 2022           | Medellín              | Teatro Romano de Medellín                  |                                        |        |
| 15 de julio de 2022          | Elche                 | Parking Universidad Miguel Hernández       | [ 30 ]                                 |        |
| 21 de julio de 2022          | Valencia              | Jardines de Viveros                        |                                        |        |
| 30 de julio de 2022          | Puerto de Tazacorte   | Recinto Puerto de Tazacorte                |                                        |        |
| 5 de agosto de 2022          | Sitges                | Auditori Jardins de Terramar               |                                        |        |
| 6 de agosto de 2022          | Castellón de la P.    | Real Club Náutico de Castellón             | [ 31 ]                                 |        |
| 10 de agosto de 2022         | San Felíu de Guixols  | Recinto Espai Port                         |                                        |        |
| 13 de agosto de 2022         | Almendralejo          | Plaza de Toros de Almendralejo             | [ 32 ]                                 |        |
| 14 de agosto de 2022         | Salobreña             | Polideportivo Municipal Julio Martín Pérez | [ 33 ]                                 |        |
| 19 de agosto de 2022         | El Puerto de S. María | Real Plaza de Toros de El Puerto           |                                        |        |
| 20 de agosto de 2022         | San Roque             | Plaza de las Constituciones                |                                        |        |
| 25 de agosto de 2022         | Marbella              | Auditorio Starlite                         |                                        |        |
| 27 de agosto de 2022         | Linares               | Recinto Antigua Estación de Madrid         |                                        |        |
| 9 de septiembre de 2022      | Sevilla               | Plaza de Toros La Maestranza               | [ 34 ]                                 |        |
| 14 de septiembre de 2022     | Salamanca             | Plaza Mayor de Salamanca                   |                                        |        |
| 15 de septiembre de 2022     | Santander             | Plaza de Toros de Santander                |                                        |        |
| 18 de septiembre de 2022     | Bolaños de Calatrava  | Plaza de Toros de Bolaños de Calatrava     |                                        |        |
| 21 de septiembre de 2022     | Logroño               | Plaza del Ayuntamiento de Logroño          |                                        |        |
| 23 de septiembre de 2022     | Granada               | Teatro del Generalife                      | [ 35 ]                                 |        |
| Quinta etapa: Latinoamérica  |                       |                                            |                                        |        |
| 29 de septiembre de 2022     | Santiago              | Chile                                      | Teatro Nescafé de las Artes            |        |
| 30 de septiembre de 2022     | Buenos Aires          | Argentina                                  | Teatro Gran Rex                        |        |
| 1 de octubre de 2022         | Rosario               | Teatro Broadway                            |                                        |        |
| 3 de octubre de 2022         | Buenos Aires          | Teatro Gran Rex                            |                                        |        |
| 4 de octubre de 2022         | Córdoba               | Quality Espacio                            |                                        |        |
| 6 de octubre de 2022         | Lima                  | Perú                                       | Arena Perú Hall                        |        |
| 8 de octubre de 2022         | Bogotá                | Colombia                                   | Teatro ABC                             |        |
| 11 de octubre de 2022        | Samborondón           | Ecuador                                    | Teatro Sánchez Aguilar                 |        |
| 13 de octubre de 2022        | San José              | Costa Rica                                 | Teatro Popular Melico Salazar          |        |
| 16 de octubre de 2022        | Monterrey             | México                                     | Auditorio citiBanamex                  |        |
| 18 de octubre de 2022        | Guadalajara           | Teatro Diana                               |                                        |        |
| 19 de octubre de 2022        | Ciudad de México      | Teatro Metropólitan                        |                                        |        |
| 19 de noviembre de 2022      | San Juan              | Puerto Rico                                | Coliseo de Puerto Rico J. M. Agrelot   |        |
| Sexta etapa: España          |                       |                                            |                                        |        |
| 6 de diciembre de 2022       | Las Palmas            | España                                     | Auditorio Alfredo Kraus                |        |
| 16 de diciembre de 2022      | Madrid                | WiZink Center                              |                                        |        |
| 18 de diciembre de 2022      | Bilbao                | Bilbao Arena Miribilla                     |                                        |        |

## Gira promocional
| Fecha                   | Ciudad                 | País   | Recinto                      | Motivo                                       |
| ----------------------- | ---------------------- | ------ | ---------------------------- | -------------------------------------------- |
| 5 de diciembre de 2020  | Madrid                 | España | Evento Online                | LOS40 Music Awards 2020                      |
| 6 de marzo de 2021      | Málaga                 | España | Teatro del Soho Caixabank    | Premios Goya 2021                            |
| 5 de octubre de 2021    | Ibiza                  | España | Hotel Me Ibiza               | Cena de Nominados de LOS40 Music Awards 2021 |
| 23 de octubre de 2021   | Madrid                 | España | WiZink Center                | Concierto Cadena 100 Por Ellas               |
| 12 de noviembre de 2021 | Palma de Mallorca      | España | Velòdrom Illes Balears       | LOS40 Music Awards 2021                      |
| 23 de noviembre de 2021 | Santa Cruz de Tenerife | España | Recinto Ferial de Tenerife   | Premios Cadena Dial 2021                     |
| 11 de diciembre de 2021 | Madrid                 | España | El Corte Inglés-Plaza Callao | Encuentro exclusivo con fans                 |
| 14 de febrero de 2022   | Madrid                 | España | Teatro Coliseum              | Concierto Dial Únic@s                        |
| 25 de junio de 2022     | Madrid                 | España | Estadio Wanda Metropolitano  | Concierto 30 Aniversario de Cadena 100       |